# Bettina Soriat

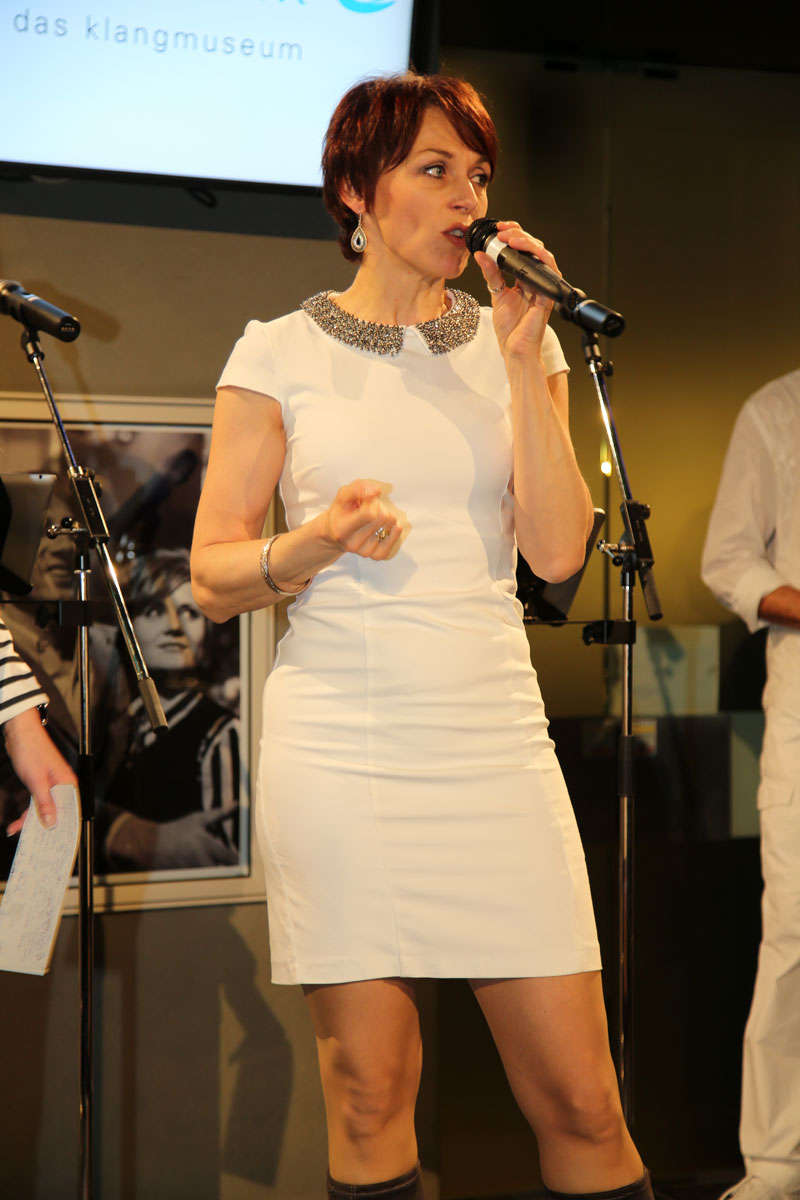
Bettina Soriat (2015)

Bettina Soriat (* 16. März 1967 in Linz) ist eine österreichische Sängerin, Tänzerin, Comedian und Choreographin. Sie vertrat Österreich beim Eurovision Song Contest 1997 in Dublin. 

## Leben und Wirken
Bettina Soriat machte in Linz von 1982 bis 1985 eine Tanzausbildung bei Jane Gardner, danach besuchte sie bis 1987 die Musicalschule am Theater an der Wien.
Sie war mit Michael Niavarani zusammen (nicht verheiratet), mit dem sie auch ein Kind hat.
1996 war sie Backgroundsängerin von George Nussbaumer beim Eurovision Song Contest 1996 in Oslo. 1997 wurde sie von ORF intern ausgewählt, Österreich zu vertreten. Ihr Lied One Step erreichte jedoch nur einen 21. Platz. 
Zwischen 1991 und 1996 sang sie in Musicals in Wien:
- Robin Hood (1991)
- La Cage aux Folles – Volksoper Wien (1991–1995)
- The Rocky Horror Show (1993)
- Sweet Charity (1994)
- Grease (1995)
- Blondel (1996)